# Wilfried Louisy-Daniel
Wilfried Louisy-Daniel, né le 29 mai 1986 à Versailles, est un footballeur français qui évolue au poste d'attaquant au FC Fleury 91.

## Biographie
Né le 29 mai 1986 à Versailles, Wilfried Louisy-Daniel commence le football à l'Entente Sannois Saint-Gratien en 2006. Son passage à l'AS Poissy en 2009 en CFA 2 est remarqué avec 21 buts inscrits durant la saison. Il rejoint alors l'AS Beauvais Oise en National où il reste deux saisons. 
Après une saison aux SR Colmar, il s'engage en faveur de l'US Orléans et inscrit 14 buts en National, permettant ainsi au club de retourner en Ligue 2. A l'étage supérieur, il marque seulement 4 réalisations en 33 rencontres au total. Il quitte l'US Orléans qui redescend en National et signe au FC Chambly Thelle, avec qui il inscrit 16 buts en 32 rencontres de National. 
Auteur d'une saison pleine à Chambly, il signe en juin 2016 au FC Bourg-Péronnas, en Ligue 2.